# Nagy István (labdarúgó, 1939)
Nagy István (Budapest, 1939. április 14. – 1999. október 22.) labdarúgó, edző. Az 1963–64-es Kupagyőztesek Európa-kupája döntőjéig jutott MTK csapatának tagja. A sportsajtóban Nagy I néven ismert.

## Pályafutása

### Klubcsapatban
1958-ig a Kistext játékosa volt. Az élvonalban az MTK csapatában mutatkozott be 1958 őszén. A kék-fehérekkel két bajnoki ezüstérmet és egy bronzérmet szerzett. Tagja volt a KEK döntőt elvesztő csapatnak, a portugál Sporting Lisszabon ellen. Az első mérkőzésen 3–3 lett az eredmény Brüsszelben, a megismételt döntőn egy szögletből rúgott góllal nyertek a portugálok 1–0-ra. 1968 és 1974 között a Bp. Spartacus játékosa volt és itt fejezte be az aktív labdarúgást.

### A válogatottban
1961 és 1967 között 22 alkalommal szerepelt a válogatott csapatban. Két világbajnokságon vett részt: 1962-ben Chilében kerettag volt, 1966-ban Angliában játszott is. Az 1964-es spanyolországi Európa-bajnokságon bronzérmet szerzett csapat tagja volt.

### Edzőként
1974 és 1975 között egy idényen át a Dunaújvárosi Kohász vezetőedzője volt.

## Sikerei, díjai
- Magyar bajnokság:
  - 2.: 1958-1959, 1962-1963
  - 3.: 1960-1961
- Vásárvárosok Kupája (VVK)
  - elődöntős: 1961-1962
- Kupagyőztesek Európa-kupája (KEK)
  - döntős: 1963-1964
- Labdarúgó-világbajnokság
  - 6.: 1966, Anglia
- Labdarúgó-Európa-bajnokság
  - 3.: 1964, Spanyolország

## Statisztika

### Mérkőzései a válogatottban
| Magyarország | Magyarország         | Magyarország                          | Magyarország     | Magyarország | Magyarország  | Magyarország          | Magyarország | Magyarország |
| #            | Dátum                | Helyszín                              | Hazai            | Eredmény     | Vendég        | Kiírás                | Gólok        | Esemény      |
| ------------ | -------------------- | ------------------------------------- | ---------------- | ------------ | ------------- | --------------------- | ------------ | ------------ |
| 1.           | 1961. május 7.       | Belgrád, JNA-stadion                  | Jugoszlávia      | 2 – 4        | Magyarország  | barátságos            | -            | 63'          |
| 2.           | 1962. június 24.     | Bécs, Práter-stadion                  | Ausztria         | 1 – 2        | Magyarország  | barátságos            | -            |              |
| 3.           | 1962. szeptember 2.  | Poznań, Warta-stadion                 | Lengyelország    | 0 – 2        | Magyarország  | barátságos            | -            | 73'          |
|              | 1963. május 4.       | Budapest, Népstadion                  | Magyarország     | 4 – 0        | Svédország    | olimpiai selejtező    | -            |              |
| 4.           | 1963. június 2.      | Prága, Strahov Stadion                | Csehszlovákia    | 2 – 2        | Magyarország  | barátságos            | -            |              |
| 5.           | 1963. szeptember 21. | Moszkva, Lenin-stadion                | Szovjetunió      | 1 – 1        | Magyarország  | barátságos            | -            |              |
| 6.           | 1963. október 6.     | Belgrád, JNA-stadion                  | Jugoszlávia      | 2 – 0        | Magyarország  | barátságos            | -            |              |
| 7.           | 1963. október 19.    | Kelet-Berlin, Walter Ulbricht Stadion | NDK              | 1 – 2        | Magyarország  | NEK-selejtező         | -            |              |
| 8.           | 1963. október 27.    | Budapest, Népstadion                  | Magyarország     | 2 – 1        | Ausztria      | barátságos            | -            |              |
| 9.           | 1963. november 3.    | Budapest, Népstadion                  | Magyarország     | 3 – 3        | NDK           | NEK-selejtező         | -            |              |
|              | 1963. december 3.    | Dakar                                 | Szenegál         | 3 – 8        | Magyarország  | barátságos (olimpiai) | -            |              |
|              | 1963. december 5.    | Abidjan                               | Elefántcsontpart | 1 – 4        | Magyarország  | barátságos (olimpiai) | -            | Gól          |
|              | 1963. december 8.    | Lomé                                  | Togo             | 2 – 3        | Magyarország  | barátságos (olimpiai) | -            |              |
|              | 1963. december 15.   | Accra                                 | Ghána            | 1 – 2        | Magyarország  | barátságos (olimpiai) | -            |              |
|              | 1963. december 26.   | Algír                                 | Algéria          | 0 – 3        | Magyarország  | barátságos (olimpiai) | -            |              |
| 10.          | 1964. április 25.    | Párizs, Colombes Stadion              | Franciaország    | 1 – 3        | Magyarország  | NEK-selejtező         | -            |              |
| 11.          | 1964. május 3.       | Bécs, Práter-stadion                  | Ausztria         | 1 – 0        | Magyarország  | barátságos            | -            |              |
| 12.          | 1964. május 23.      | Budapest, Népstadion                  | Magyarország     | 2 – 1        | Franciaország | NEK-selejtező         | -            |              |
| 13.          | 1964. június 17.     | Madrid, Santiago Bernabéu stadion     | Spanyolország    | 2 – 1        | Magyarország  | NEK-elődöntő          | -            |              |
| 14.          | 1965. május 5.       | London, Wembley Stadion               | Anglia           | 1 – 0        | Magyarország  | barátságos            | -            |              |
| 15.          | 1965. május 23.      | Lipcse, Zentralstadion                | NDK              | 1 – 1        | Magyarország  | vb-selejtező          | -            |              |
| 16.          | 1965. június 13.     | Bécs, Práter-stadion                  | Ausztria         | 0 – 1        | Magyarország  | vb-selejtező          | -            |              |
| 17.          | 1965. június 27.     | Budapest, Népstadion                  | Magyarország     | 2 – 1        | Olaszország   | barátságos            | -            |              |
| 18.          | 1966. május 3.       | Chorzów, Stadion Śląski               | Lengyelország    | 1 – 1        | Magyarország  | barátságos            | -            |              |
| 19.          | 1966. május 8.       | Zágráb, Maksimir Stadion              | Jugoszlávia      | 2 – 0        | Magyarország  | barátságos            | -            |              |
| 20.          | 1966. július 13.     | Manchester, Old Trafford (ENG)        | Portugália       | 3 – 1        | Magyarország  | vb-csoportkör         | -            |              |
| 21.          | 1966. július 23.     | Sunderland, Roker Park (ENG)          | Szovjetunió      | 2 – 1        | Magyarország  | vb-negyeddöntő        | -            |              |
| 22.          | 1967. május 24.      | Koppenhága, Idrætspark                | Dánia            | 0 – 2        | Magyarország  | Eb-selejtező          | -            |              |
|              | Összesen             |                                       |                  | 22           | mérkőzés      |                       | 0            | gól          |